# Statyba Panevėžys
El Statyba Panevėžys fue un equipo de fútbol de Lituania que jugaba en la A Lyga, la primera división de fútbol de este  país.

## Historia
Fue fundado en el año 1935, en la ciudad de Panevėžys con el nombre MSK que cambió en varias ocasiones a lo largo de su historia:
- 1935/46 – MSK Panevėžys
- 1946/47 – Lokomotyvas Panevėžys
- 1947/54 – Žalgiris Panevėžys
- 1954/62 – Maistas Panevėžys
- 1962/77 – Statyba Panevėžys

Los mejores años del club llegaron bajo la ocupación soviética en Lituania, ya que ganó dos títulos de liga y llegó a tres finales de la Copa de Lituania entre las décadas de 1960 y 1970, y fue miembro de la A Lyga hasta su desaparición en 1977.

## Palmarés
- Lithuanian Championship/LSSR Top League (2): 1962-1963, 1968

## Jugadores

### Jugadores destacados
| - Šenderis Giršovičius, 1968–1971 - Mindaugas Kaušpėdas, 1965–1969 | - Algirdas Kunčina, delantero entre 1963 y 1968 - Antanas Ulevičius, portero en 1965 |